# Dereham
Dereham (även: East Dereham) är en stad och civil parish i grevskapet Norfolk i England. Staden är huvudort i distriktet Breckland och ligger cirka 25 kilometer väster om Norwich. Tätorten (built-up area) hade 20 651 invånare vid folkräkningen år 2011.